# Xande de Pilares
Xande de Pilares, nome artístico de Alexandre Silva de Assis (Rio de Janeiro, 25 de dezembro de 1969), é um cantor, compositor e ator brasileiro. Ficou famoso por participar do Grupo Revelação, que participou de 1991 até 2014.

## Biografia

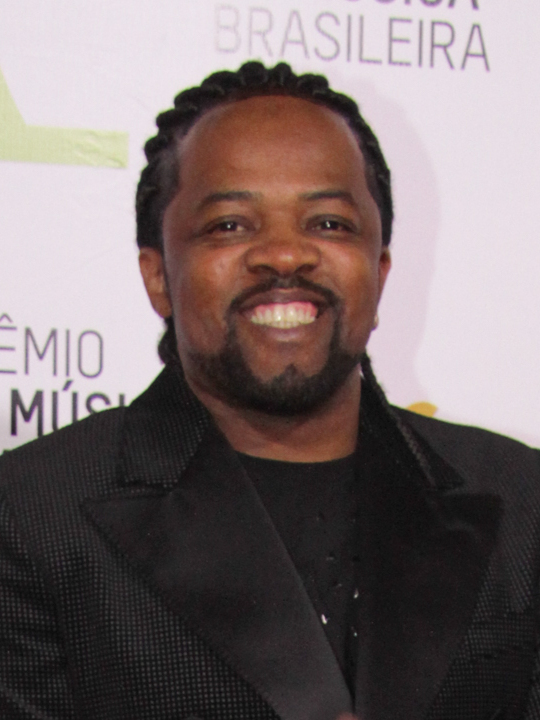
Xande de Pilares no Prêmio da Música Brasileira de 2015.

Até ir morar em Pilares, bairro que faz parte de seu nome artístico, Xande viveu em vários outros bairros. Parte de sua infância foi vivida comunidade da Chacrinha, localizada no complexo do Morro do Turano, no bairro da Tijuca, passando parte do tempo na quadra da escola de samba do Acadêmicos do Salgueiro; neste lugar ficou até sua casa ser destruída em uma tempestade, quando teve que ir morar no Morro do Andaraí e, posteriormente, na cidade de São Gonçalo.
Em 1981, quase que na adolescência, mudou-se para a favela Águia de Ouro, em Pilares; bairro este do qual adotou como sendo seu nome artístico. Ainda viria a residir posteriormente na Favela do Jacarezinho.
Realizou atividades profissionais em serviços gerais de limpeza, nesta mesma época, em 20 de janeiro de 1990, estreou no Pagode da Tia Gessy, localizado no bairro Cachambi, iniciando sua carreira musical. Na Rádio Tropical do Rio de Janeiro, na época uma importante emissora do gênero samba e pagode, e participante assíduo de seus programas de auditório.
Lança quatro anos depois, em 1994, o Grupo Revelação junto com cinco colegas nos instrumentos. O grupo ganha destaque no pagode semanal realizado na quadra da Escola de Samba Acadêmicos da Abolição. Todavia, apenas em 1999 o grupo lançaria seu primeiro álbum; tendo o grupo ao todo feito juntos nove álbuns e quatro DVD's.
No dia 28 de outubro de 2014 Xande lançou seu primeiro álbum solo pela Universal Music. O disco intitulado Perseverança possui 14 faixas, conta com músicas compostas pelo próprio cantor e por nomes como Serginho Meriti e Arlindo Cruz. "Feliz da vida com essa nova fase", o cantor explica que a música que abre dá nome ao disco e retrata um pouco de sua história.

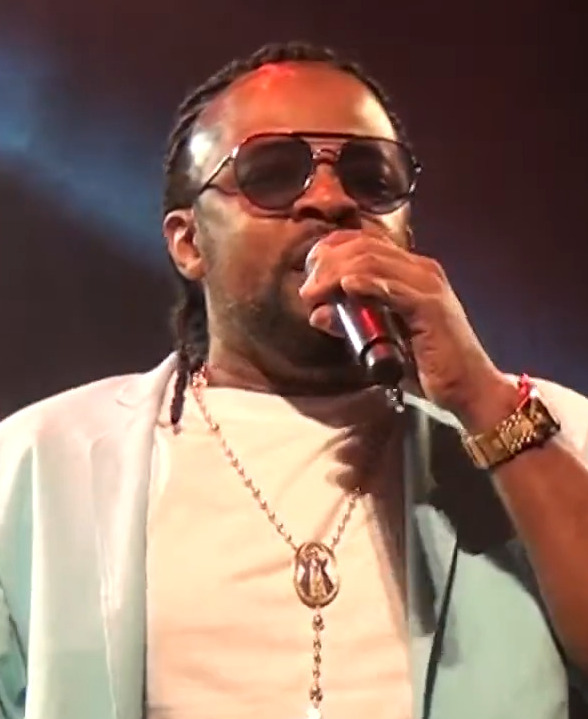
Xande de Pilares em 2022.

Em 2017, Xande lança seu segundo disco, intitulado Esse Menino Sou Eu. O repertório traz 17 faixas, sendo 7 autorais e entre elas o sucesso "Tem Que Provar Que Merece", tema das Jogos Olímpicos do Rio de Janeiro, em 2016. Posteriormente lançou singles como "Gratidão" e "Fã do Amor da Gente", além de mais três álbuns ao vivo.
Em 2023 é lançado o álbum Xande canta Caetano, com releituras de canções de Caetano Veloso. Foi escolhido pela Associação Paulista de Críticos de Arte como um dos 50 melhores álbuns nacionais de 2023. Em 2025, numa parceria com Neguinho da Beija-Flor, lançou o álbum Empretecendo.

## Vida Pessoal
Pai de dois filhos. Em 2020, o cantor assumiu um relacionamento com a blogueira e influencer digital Thay Pereira (Mikimbeth, como também é conhecida em suas redes). O cantor é tio de Jonathan Alexandre, o vocalista atual do Grupo Revelação. Também teve um curto namoro com a cantora Simony.

## Discografia

### Solo

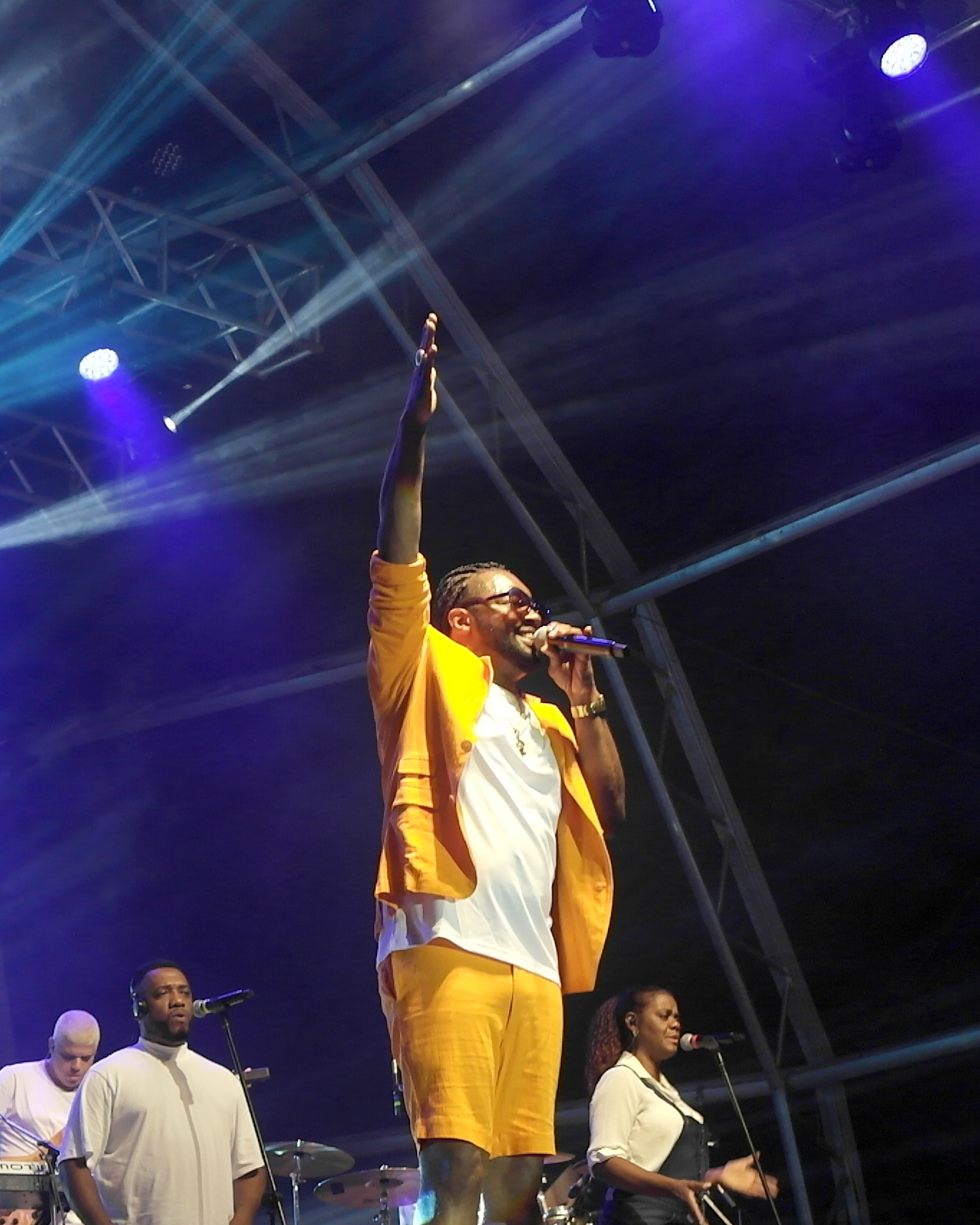
Xande de Pilares ao vivo em Angra dos Reis (2022)

| Álbuns | Álbuns                                        | Álbuns              | Álbuns          |
| Ano    | Título                                        | Mídia               | Gravadora       |
| ------ | --------------------------------------------- | ------------------- | --------------- |
| 2014   | Perseverança                                  | CD                  | Universal Music |
| 2017   | Esse Menino Sou Eu                            | CD                  | Universal Music |
| 2020   | Nos Braços do Povo - Ao Vivo                  | CD e streaming      | Universal Music |
| 2022   | Pagode da Tia Gessy - Que Samba Bom (Ao Vivo) | CD e streaming      | Gold Produções  |
| 2023   | Esse Menino Sou Eu - Ao Vivo                  | CD, DVD e streaming | Gold Produções  |
| 2023   | Xande canta Caetano                           | CD e streaming      | Gold Produções  |
| 2025   | Empretecendo                                  | streaming           |                 |

### Com o Revelação
| Álbuns    | Álbuns                     | Álbuns   | Álbuns    |
| Ano       | Título                     | Mídia    | Gravadora |
| --------- | -------------------------- | -------- | --------- |
| 2000      | Revelação                  | CD       |           |
| 2001      | Nosso Samba Virou Religião | CD       |           |
| 2002      | Ao Vivo no Olimpo          | CD       | Deckdisc  |
| 2002      | O Melhor Do Pagode De Mesa | CD       | Deckdisc  |
| 2003      | Novos Tempos               | CD       | Deckdisc  |
| 2004      | Ao Vivo - Na Palma da Mão  | CD       | Deckdisc  |
| 2005      | Maxximum: Grupo Revelação  | CD       | Deckdisc  |
| 2005      | Ao Vivo no Olimpo          | DVD      | Deckdisc  |
| 2006      | Velocidade da Luz          | CD       | Deckdisc  |
| 2007      | 100% Revelação             | CD       | Deckdisc  |
| 2008      | Aventureiro                | CD       | Deckdisc  |
| 2009      | Ao Vivo no Morro           | CD e DVD | Deckdisc  |
| 2010      | Ao Vivo no Morro           | CD e DVD | Universal |
| 2012      | 360° Ao Vivo               | CD e DVD | Universal |
| Fonte(s): |                            |          |           |

## Carnaval

### Vitórias de Sambas Enredo
| Ano  | Agremiação              | Samba-enredo                                      | Ref.   |
| ---- | ----------------------- | ------------------------------------------------- | ------ |
| 2014 | Acadêmicos do Salgueiro | Gaia - A Vida em Nossas Mãos                      | [ 10 ] |
| 2015 | Acadêmicos do Salgueiro | Do Fundo do Quintal, Saberes e Sabores na Sapucaí | [ 11 ] |
| 2018 | Acadêmicos do Salgueiro | Senhoras do Ventre do Mundo                       | [ 12 ] |
| 2018 | Unidos de Padre Miguel  | O Eldorado Submerso: Delírio Tupi-Parintintin     | [ 13 ] |
| 2022 | Vai-Vai                 | Sankofá                                           | [ 14 ] |
| 2025 | Império Serrano         | O Que Espanta Miséria É Festa                     | [ 15 ] |
| 2025 | Acadêmicos do Salgueiro | Salgueiro de Corpo Fechado                        | [ 16 ] |

### Como intérprete de samba-enredo
| Ano       | Escola                  | Ref.   |
| --------- | ----------------------- | ------ |
| 2013-2018 | Acadêmicos do Salgueiro | [ 17 ] |
| 2025      | Águia de Ouro           | [ 18 ] |

## Filmografia

### Televisão
| Ano       | Título          | Papel         | Nota                           |
| --------- | --------------- | ------------- | ------------------------------ |
| 2022–2023 | Todas as Flores | Darci Pereira |                                |
| 2024      | Encantado's     | Ele mesmo     | Episódio: "Gurufim"            |
| 2024      | Tô Nessa!       | Ele mesmo     | Episódio: "13 de outubro"      |
| 2024      | Volta por Cima  | Ele mesmo     | Episódios: "17–20 de dezembro" |

### Cinema
| Ano  | Título        | Papel          | Nota |
| ---- | ------------- | -------------- | ---- |
| 2014 | Made in China | Carlos Eduardo |      |

## Carreira na atuação
Em 2014, Xande atuou na comédia Made in China, de Estevão Ciavatta, onde interpretou o personagem Carlos Eduardo.

Em 2022, Xande de Pilares ainda atuou na telenovela 'Todas as Flores', do serviço de streaming Globoplay. Seu personagem, Darci, é um carnavalesco e porteiro, casado com Chininha e é considerado 'um exemplo de pai de família'.
"Sou noveleiro. Morava no morro numa época difícil, onde eu não podia brincar. Então meu brinquedo era assistir à TV. Mas nunca imaginei que um dia eu fosse participar do que eu assistia — confessa Xande, que se reconhece em seu papel na ficção: — Ele é o que eu sou no meu dia a dia. Uma pessoa em paz, que não guarda mágoas, não tem inimigos. É fácil ser seu Darci porque ele é o que o Xande de Pilares é." 

## Premiações
- Estandarte de Ouro

1. 2014 - Melhor samba-enredo (Salgueiro - "Gaia - A Vida em Nossas Mãos") [26]

- Estrela do Carnaval

1. 2018 - Melhor samba-enredo (Unidos de Padre Miguel - "Eldorado Submerso: Delírio Tupi-Parintintin") [27]

- Gato de Prata

1. 2014 - Melhor samba-enredo (Salgueiro - "Gaia - A Vida em Nossas Mãos") [28]

- Prêmio Destaques do Ano

1. 2024 - Compositor[29]

- S@mba-Net

1. 2018 - Melhor samba-enredo (Unidos de Padre Miguel - "Eldorado Submerso: Delírio Tupi-Parintintin") [30]
2. 2025 - Melhor samba-enredo (Império Serrano - "O Que Espanta Miséria É Festa")

- Tamborim de Ouro

1. 2014 - Melhor samba-enredo (Salgueiro - "Gaia - A Vida em Nossas Mãos") [31]

- Troféu Sambario

1. 2018 - Melhor samba-enredo (Unidos de Padre Miguel - "Eldorado Submerso: Delírio Tupi-Parintintin") [32]
2. 2025 - Melhor samba-enredo (Império Serrano - "O Que Espanta Miséria É Festa") [33]

- Troféu Sambista

1. 2018 - Melhor samba-enredo (Unidos de Padre Miguel - "Eldorado Submerso: Delírio Tupi-Parintintin") [34]

- Troféu Explosão in Samba

1. 2025 - Melhor samba-enredo (Salgueiro - "Salgueiro de Corpo Fechado") [35]

- Troféu Band Folia

1. 2025 - Melhor samba-enredo (Império Serrano - "O Que Espanta Miséria É Festa") [36]

- Troféu Tupi

1. 2025 - Melhor samba-enredo (Império Serrano - "O Que Espanta Miséria É Festa") [37]